# Landgericht Roth

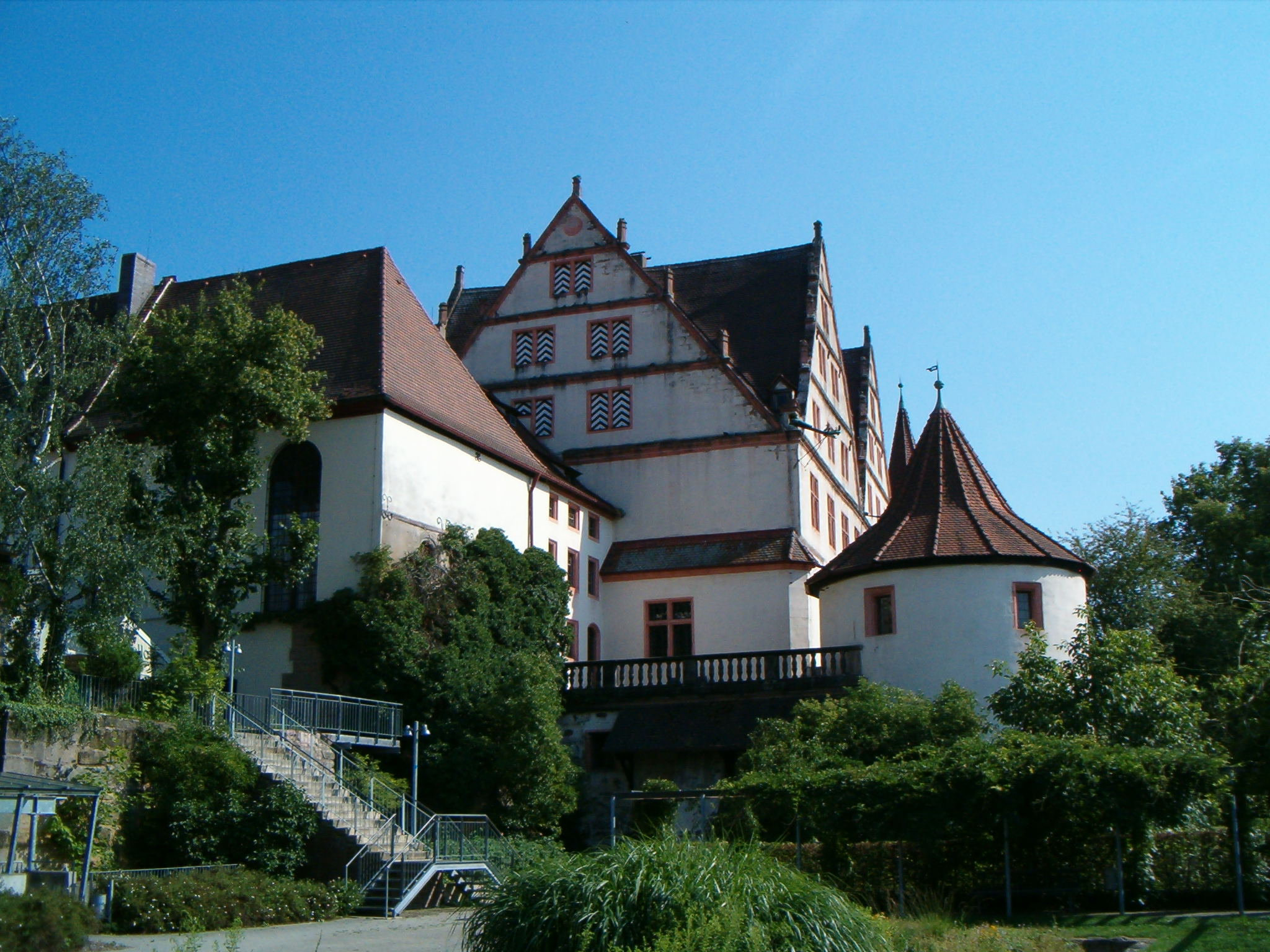
Schloss Ratibor, ab 1858 Sitz des Landgerichts Roth

Das Landgericht Roth war ein von 1858 bis 1879 bestehendes bayerisches Landgericht älterer Ordnung mit Sitz in Roth im heutigen Landkreis Roth.

## Lage
Das Landgericht Roth grenzte im Norden an das Landgericht Schwabach, im Osten an das Landgericht Hilpoltstein, im Süden an das Landgericht Ellingen, im Südwesten an das Landgericht Gunzenhausen und im Westen an das Landgericht Heilsbronn.

## Geschichte
Im Jahr 1858 wurde der Sitz des Landgerichts Pleinfeld nach Roth verlegt. Es gehörte zum Rezatkreis, der 1838 in Mittelfranken umbenannt wurde. 1871 umfasste der 212 Quadratkilometer große Landgerichtsbezirk die 20 Gemeinden  Abenberg, Aurau, Belmbrach, Bernlohe, Büchenbach, Eckersmühlen, Fünfbronn, Georgensgmünd, Großweingarten, Mäbenberg, Mosbach, Obersteinbach ob Gmünd, Petersgmünd, Pfaffenhofen, Rittersbach, Roth, Rothaurach, Spalt, Wallesau und Wernfels mit einer Wohnbevölkerung von 13500 in 77 Ortschaften.
Am 1. Oktober 1879 wurde anlässlich der Einführung des Gerichtsverfassungsgesetzes in Bayern das Amtsgericht Roth errichtet, dessen Sprengel aus den vorher zum Landgerichtsbezirk Roth zählenden Gemeinden Abenberg, Aurau, Belmbrach, Bernlohe, Eckersmühlen, Georgensgmünd, Großweingarten, Mäbenberg, Mosbach, Obersteinbach ob Gmünd, Petersgmünd, Pfaffenhofen, Rittersbach, Roth, Rothaurach, Spalt, Wallesau und Wernfels sowie den bis dahin zum Landgerichtsbezirk Heilsbronn gehörenden Gemeinden Beerbach, Dürrenmungenau, Hergersbach, Untereschenbach, Wassermungenau und Winkelhaid gebildet wurde.